# Мельник Микола Іванович
Микола Іванович Мельник (нар. 14 липня 1962, село Михайлівка Коростенського району Житомирської області) — український правознавець, доктор юридичних наук (2002), професор (2003), заслужений юрист України (1997). Суддя Конституційного Суду України у відставці (13.03.2014—24.12.2019). Державний службовець І рангу (2005).
Член Вищої ради юстиції (2000—2006). Член Вищої кваліфікаційної комісії суддів України (2009—2010). Депутат Київської міської ради (2008—2012). Член Конституційної асамблеї (2012—2013).

## Освіта
Київська вища школа МВС СРСР імені Дзержинського (Київ; зараз Національна академія внутрішніх справ України), юридичний факультет (1989).

## Професійна діяльність
1979—1980 — транспортувальник Коростенського фарфорового заводу.
1980—1982 — служба в Радянській Армії.
З 1983 — служба в органах внутрішніх справ.
1991—1994 — викладач, старший викладач кафедри кримінального права Української академії внутрішніх справ.
1994—1998 — головний консультант Секретаріату Комісії Верховної Ради України з питань боротьби з організованою злочинністю і корупцією.
1998—2004 — заступник керівника Головного науково-експертного управління Апарату Верховної Ради України.
2004—2006 — заступник Голови Центральної виборчої комісії України.
2006 — лютий 2012 — радник Голови, керівник Служби Голови Верховного Суду України, начальник управління по забезпеченню діяльності керівництва Верховного Суду України.
лютий 2012 — березень 2014 — науковий консультант з правових питань Українського центру економічних і політичних досліджень імені Олександра Разумкова.
24 грудня 2019 року на спеціальному пленарному засіданні Конституційного Суду України звільнено у відставку з посади судді Конституційного Суду України у зв’язку з поданням заяви про відставку.

## Основні наукові праці
Головними напрямами наукових досліджень є проблеми відповідальності за злочини проти власності та у сфері службової діяльності, протидії корупції, правоохоронної діяльності, правосуддя, виборчого процесу, конституційного права.
Автор (співавтор) понад 200 наукових праць, науково-практичних та навчальних посібників, серед яких монографічні дослідження: «Уголовная ответственность за должностные преступления» (1996), «Хабарництво: загальна характеристика, проблеми кваліфікації, удосконалення законодавства» (2000), «Корупція — корозія влади (соціальна сутність, тенденції та наслідки, заходи протидії)» (2004), «Кримінальна відповідальність за порушення виборчих та референдних прав» (2008).
Є одним із авторів і редактором ряду підручників та навчальних посібників з кримінального права, серед яких підручники: «Кримінальне право України: Загальна частина» (2002, 2004, 2008), «Кримінальне право України: Особлива частина» (1998, 1999, 2002, 2004, 2008), «Курс кримінології: Особлива частина» (2001), «Кримінологія» (2002), «Основи правознавства» (2004), «Правознавство» (2010).
Співавтор та редактор низки науково–практичних коментарів, зокрема науково-практичних коментарів Кримінального кодексу України (1994, 1995, 1997, 1998, 2001, 2002, 2003, 2004, 2007, 2008, 2009, 2010, 2011, 2012), Закону України «Про боротьбу з корупцією» (2003, 2004, 2008), Закону України «Про вибори народних депутатів України» (2002, 2006).
Брав участь у підготовці понад 30 законів та законопроєктів. Науковий координатор робочої групи з підготовки Концепції боротьби з корупцією в Україні на 1998—2005 роки. Брав участь у підготовці постанови Пленуму Верховного Суду України від 13 червня 2007 року «Про незалежність судової влади».
Є членом Головної редакційної колегії Енциклопедії Сучасної України, членом редколегії низки юридичних журналів, у тому числі «Вісник Конституційного Суду України», «Підприємництво, господарство і право».
Кандидатська дисертація: «Уголовная ответственность за вымогательство индивидуального имущества граждан» (Київська вища школа МВС України, 1991).
Докторська дисертація: «Кримінологічні та кримінально-правові засади протидії корупції» (Київський національний університет внутрішніх справ, 2002).

## Нагороди та відзнаки
- Почесне звання «Заслужений юрист України» (1997)[3];
- Орден «За заслуги» ІІІ та ІІ ступенів (2006[4], 2009[5]).